# Auxilium Pallacanestro Torino 1975-1976
La Auxilium nel 1975-1976 ha giocato in Serie A1 piazzandosi al nono posto nella stagione regolare, ma retrocedendo in Serie A2. Raggiunge la finale in Coppa Korać.

## Sponsor
Il title sponsor per il campionato è la Chinamartini e la canotta casalinga è bianca con due fasce rosse orizzontali rosse e scritte nere.
| Chinamartini 1975-76 |

## Risultati
- Serie A1:
- stagione regolare: 9ª classificata retrocessa in Serie A2;

### Koppa Korac

#### Secondo Turno
| Caen 18 novembre 1975 Andata | Caen | 79 – 54 (35-25) | Auxilium Torino |  |

| Torino 25 novembre 1975 Ritorno | Auxilium Torino | 90 – 60 (50-35) | Caen | PalaRuffini |

#### Gruppi dei quarti di finale
| Torino 6 gennaio 1976 1ª giornata | Auxilium Torino | 91 – 67 (54-36) | Hapoel Tel Aviv | PalaRuffini |

| Tel Aviv 13 gennaio 1976 2ª giornata | Hapoel Tel Aviv | 96 – 78 (49-41) | Auxilium Torino |  |

| Barcellona 20 gennaio 1976 3ª giornata | Barcellona | 74 – 75 (32-44) | Auxilium Torino |  |

| Torino 27 gennaio 1976 4ª giornata | Auxilium Torino | 74 – 69 (39-24) | Barcellona | PalaRuffini |

| Barcellona 3 febbraio 1976 5ª giornata | Olympique Antibes | 101 – 97 (54-51) | Auxilium Torino |  |

| Torino 10 febbraio 1976 6ª giornata | Auxilium Torino | 89 – 63 (52-35) | Olympique Antibes | PalaRuffini |

#### Semifinali
| Badalona 24 febbraio 1976 Andata | Joventut Badalona | 107 – 83 (53-42) | Auxilium Torino |  |

| Torino 2 marzo 1976 Ritorno | Auxilium Torino | 79 – 54 (49-28) | Joventut Badalona | PalaRuffini |

#### Finali
| Spalato 16 marzo 1976, ore 17:30 Andata | Spalato | 97 – 84 (48-45) | Auxilium Torino |  |

| Torino 23 marzo 1976, ore 21:00 Ritorno | Auxilium Torino | 82 – 82 (38-36) | Spalato | PalaRuffini |